# سن-پروسپه (شودییر-آپالاش)
سن-پروسپه، شودییر-آپالاش (به فرانسوی: Saint-Prosper) شهری در منطقه شهری له اتشمن ناحیه شودییر-آپالاش در استان کبک کانادا است. در سرشماری سال ۲۰۱۱ این شهر ۳٬۷۶۵ نفر جمعیت داشته‌است و مساحت آن ۱۳۶٫۹۵ کیلومتر مربع است.